# آکادمی بررا
آکادمی هنرهای زیبای بررا یا آکادمی بررا (به زبانِ ایتالیایی: Accademia di belle arti di Brera) نام آموزشگاه هنریِ عمومی‌ای است مستقر در خیابان بررا در شهر میلان ایتالیا.

مدارک اخذ شده از آکادمی بررا دو مدرک دیپلم مرحلهٔ اول و دیپلم مرحلهٔ دوم هستند که به ترتیب معادل کارشناسی و کارشناسی ارشد هستند، این مدارک با توجه به دفاع از تز، در ایران توسط وزارت علوم و تحقیقات ایران ارزش گذاری می‌شوند، آکادمی بررا دارای بیشترین درصد دانشجوی خارجی در ایتالیاست. بیشتر از ۲۴٪. و عدهٔ زیادی از این دانشجویان خارجی را ایرانیان مقیم میلان تشکیل می‌دهند.
پرویز تناولی یکی از شاگردان آکادمی بررا بوده‌است که از سال ۱۳۳۸ به مدت ۲ سال در این آکادمی نزد مارینو مارینی مجسمه‌ساز برجسته ایتالیایی آموزش دیده‌است.

رئیس فعلی بررا فرَنکو مّروکّو است.

## دوره‌های آموزشی
دوره‌های آموزشی دیپلم مرحله اول:

گروه هنرهای تجسمی:
 •  نقاشی
 •  مجسمه‌سازی
 •  گرافیک
 •  دکوراسیون

گروه طراحی و هنرهای کاربردی:
 •  طراحی صحنه
 •  مرمت
 •  طراحی هنری برای کسب و کار
 •  فناوری‌های جدید برای هنر

گروه ارتباطات و آموزش هنر:
 •  توسعه رشته‌های میراث فرهنگی
 •  ارتباطات و آموزش هنر

دوره‌های آموزشی دیپلم مرحله دوم:

گروه هنرهای تجسمی:
 •  نقاشی
 •  مجسمه‌سازی
 •  گرافیک
 •  دکوراسیون
 •  هنر و انسان‌شناسی مقدس

## تصاویر

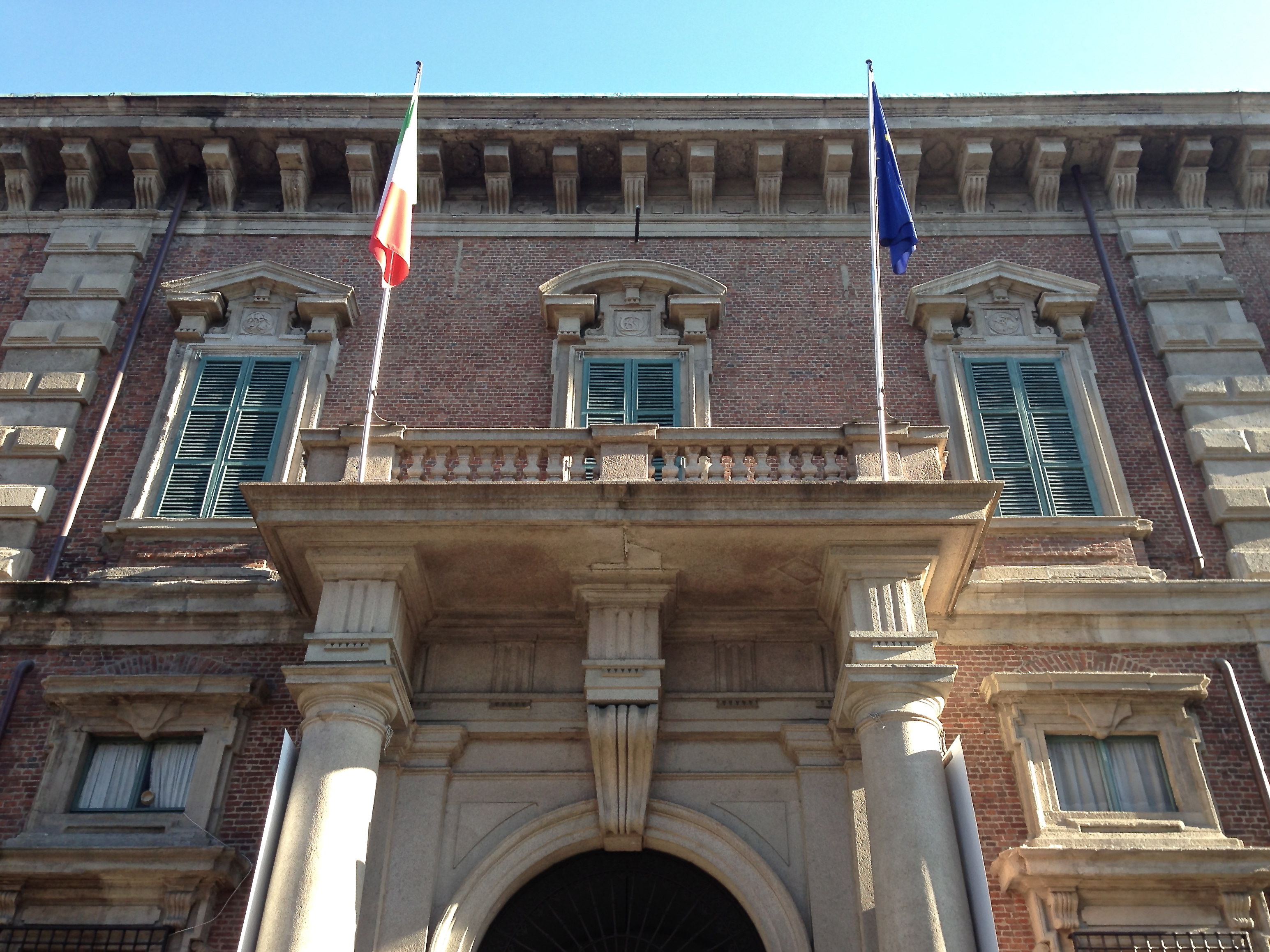
ورودی حیاط مرکزی آکادمی
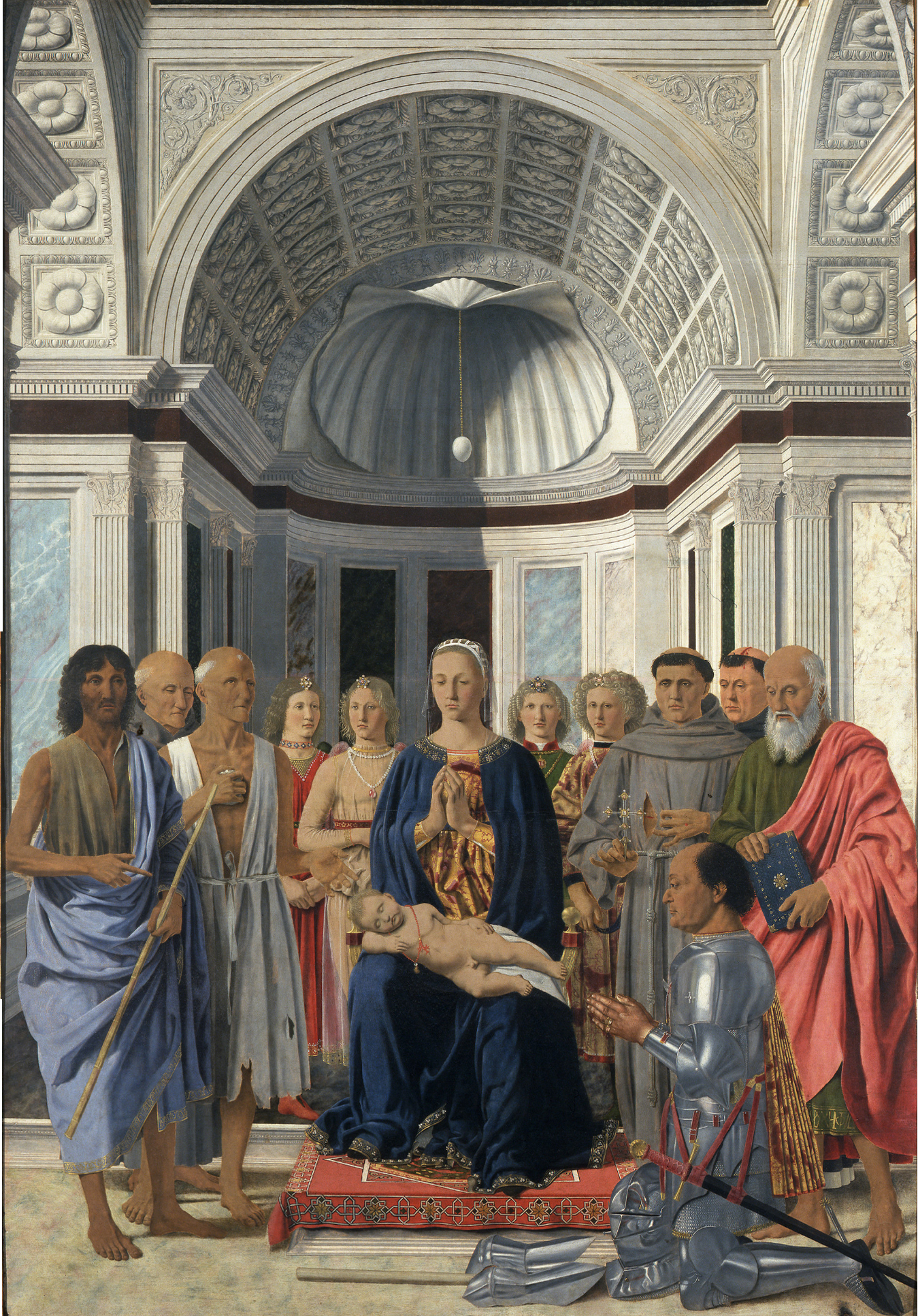
پیرو دلا فرانچسکا، پالا بررا یا مریم مقدس و کودک با روحانیون پرهیزکار
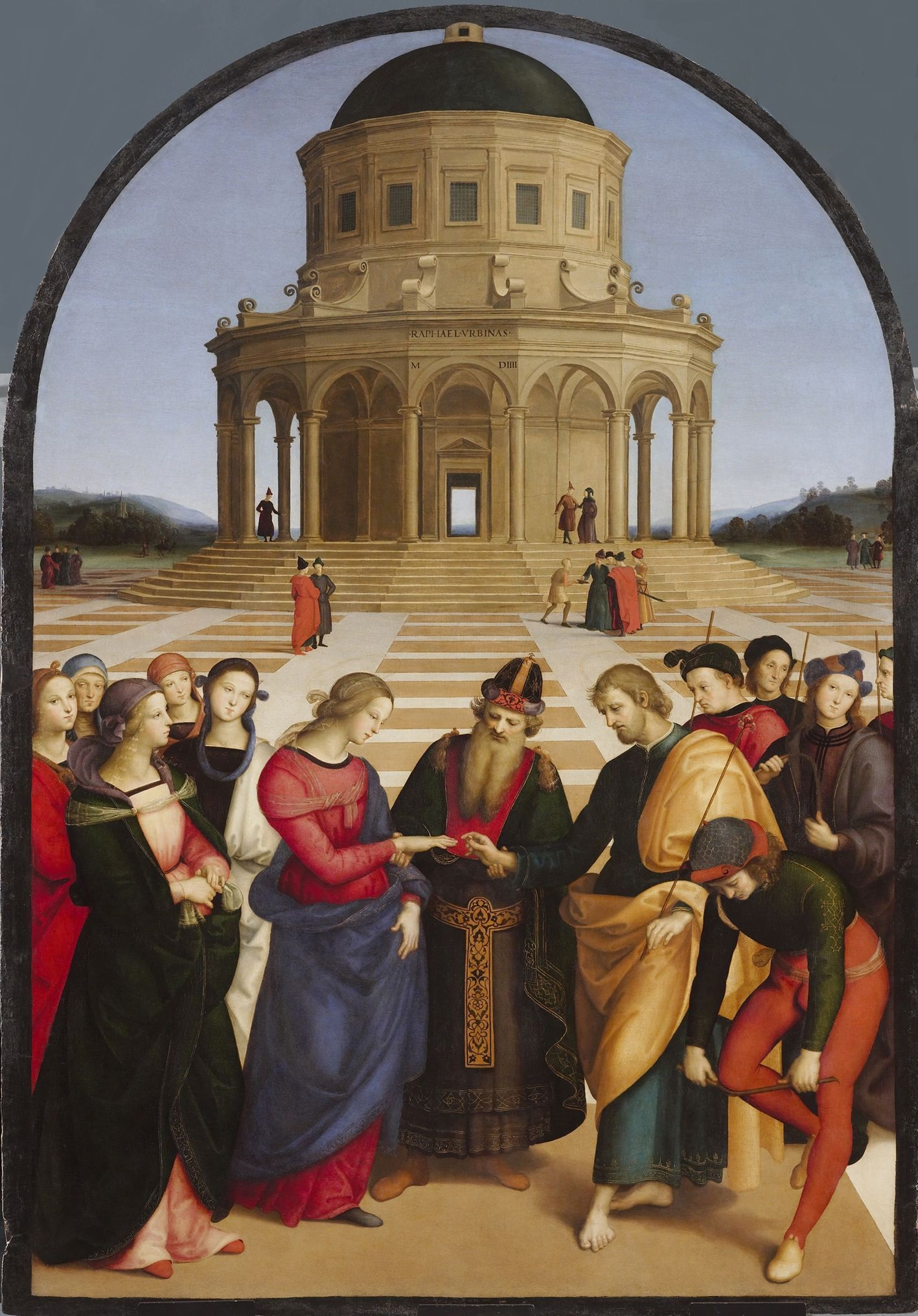
رافائل، عروسی باکرهٔ مقدس، در موزهٔ بررا